# N104 (Frankrijk)
De N104 is een deel van de Francilienne, de grootste ringweg van Parijs. Hij bestaat uit 3 delen. Het eerste deel ligt tussen Villiers-Adam en de A1. Tussen de eerste twee delen van de N104 ligt de A104. Het tweede deel ligt tussen de A104 en de A6. Het laatste deel ligt tussen de A6 en de A10. Daarna gaat La Francilienne verder op de N118.

## Verschillende delen van de N104

### Deel 1: N184 tot A1
Het eerste deel van de N104 is ongeveer 24 kilometer lang. Het verbind de N184 met de A1. Het ligt volledig in het departement Val d'Oise

### Deel 2: A104 tot A6
Het tweede deel van de N104 is het langste van de drie en is ongeveer 36 kilometer lang. Het verbind de A104 met de A6. Het eerste stuk is helemaal geen snelweg en is genummerd met D-nummers. Vanaf het knooppunt met de A4 is het wel een snelweg, al loopt deze dan nog gelijk met de N4. Pas vanaf het knooppunt met de N4 loopt de N104 alleen verder. Dit gedeelte ligt in de departementen Seine-et-Marne en Essonne. Hij heeft veel afritten die niet (rechtstreeks) aansluiten op de D-weg

### Deel 3: A6 tot A10
Het laatste deel van de N104 is met ongeveer 16 kilometer het kortste deel. Het verbind de A6 met de A10 en ligt volledig in het departement Essonne.
N1 · N2 · N3 · N4 · N5 · N6 · N7 · N9 · N10 · N11 · N12 · N13 · N14 · N15 · N17 · N19 · N19J · N20 · N21 · N22 · N24 · N25 · N27 · N28 · N31 · N33 · N34 · N36 · N37 · N41 · N42 · N43 · N44 · N47 · N49 · N51 · N52 · N57 · N58 · N59 · N61 · N61A · N65 · N66 · N67 · N70 · N77 · N79 · N80 · N82 · N83 · N85 · N86 · N87 · N88 · N89 · N90 · N94 · N98 · N100 · N102 · N104 · N105 · N106 · N109 · N112 · N113 · N116 · N118 · N118A · N118B · N122 · N123 · N124 · N125 · N126 · N129 · N134 · N135 · N136 · N137 · N138 · N141 · N142 · N145 · N147 · N149 · N150 · N151 · N154 · N157 · N158 · N159 · N162 · N164 · N165 · N166 · N171 · N174 · N175 · N176 · N182 · N184 · N186 · N186A · N186B · N188 · N191 · N192 · N201 · N202 · N205 · N209 · N216 · N221 · N224 · N225 · N227 · N230 · N237 · N244 · N248 · N249 · N250 · N254 · N265 · N274 · N282 · N296 · N301 · N303 · N306 · N314 · N315 · N316 · N320 · N324 · N330 · N337 · N338 · N346 · N353 · N356 · N363 · N385 · N388 · N401 · N406 · N410 · N416 · N425 · N431 · N440 · N441 · N444 · N446 · N449 · N481 · N486 · N488 · N489 · N520 · N524 · N532 · N537 · N542 · N543 · N568 · N569 · N572 · N580 · N814 · N844 · N1007 · N1012 · N1013 · N1014 · N1019 · N1021 · N1029 · N1031 · N1043 · N1050 · N1075 · N1083 · N1104 · N1113 · N1134 · N1135 · N1141 · N1154 · N1338 · N1547 · N1569 · N2028 · N2043 · N2057 · N2162 · N2249